# Euroleague for Life Sciences
Die Euroleague for Life Sciences (ELLS) ist ein Zusammenschluss europäischer Universitäten im Bereich der Biowissenschaften. Das Ziel des 2001 gegründeten Netzwerks ist die verstärkte Zusammenarbeit auf den Fachgebieten Agrar-, Ernährungs-, Forst-,  Veterinär- und Umweltwissenschaften sowohl in Forschung als auch Lehre.
Mitglieder der Vereinigung sind:
- die Universität Hohenheim,
- die Universität Kopenhagen, Natur- und Umweltwissenschaftliche Fakultät
- die Tschechische Agraruniversität Prag
- die Schwedische Universität für Agrarwissenschaften Uppsala,
- die Universität für Bodenkultur Wien,
- die Universität Wageningen und
- die Landwirtschaftliche Universität Warschau.

Außereuropäische Partner-Universitäten sind:
- die Cornell University, College of Agriculture and Life Sciences, New York, USA
- die China Agricultural University, Peking
- die Hebrew University of Jerusalem, Robert H. Smith Faculty of Agriculture, Food and Environment und
- die Lincoln University, Neuseeland

## Weblink
- Offizielle Website